# Lithocarpus lycoperdon
Lithocarpus lycoperdon là một loài thực vật có hoa trong họ Cử. Loài này được (Skan) A.Camus mô tả khoa học đầu tiên năm 1931.